# 隋唐嘉話
《隋唐嘉話》，又名《國朝傳記》、《國史異纂》，凡三卷，唐代劉餗著。

## 內容主旨
李肇《唐國史補‧序》云：“昔劉餗集小說，涉南北朝至開元，著為《傳記》。”魯迅稱《國朝傳記》一書已佚。《隋唐嘉話》為后人所輯，共三卷，多記隋唐時人物故事。《舊唐書·經籍志》和《新唐書·藝文志》都沒有著錄《隋唐嘉話》，但据《新唐书·刘传》及《新唐书·艺文志》著录，刘有《国朝传记》。一說《隋唐嘉话》实即《國朝傳記》，這是由於《酉陽雜俎》所引佚文﹐絕大部分見於《隋唐嘉話》。曾慥《類說》和朱勝非《紺珠集》中又都收有《傳記》、《國史異纂》、《隋唐嘉話》三書，可見當時《隋唐嘉话》與《國朝傳記》、《國史異纂》又有可能是三本書。《直斋书录解题》著录此书仅1卷，今本则有3卷。
《隋唐嘉话》记载南北朝至唐代开元年间史事，以补正史之阙，其中又以唐太宗和武后两朝居多。此書記隋炀帝因唐高祖面皱，呼为阿婆；又記唐朝开始规定“城门入由左，出由右”；唐太宗谓房玄龄說：“以铜为镜，可以正衣冠；以……朕常宝此三镜。”褚遂良奏：“《兰亭》，先帝所重，不可留。”遂秘于昭陵等故事。《旧唐书》和《资治通鉴》多取材于此书。